# Majak (Kaliningrad)
Majak (russisch Маяк, deutsch Brüsterort) ist ein kleiner Ort in der russischen Oblast Kaliningrad. Er gehört Stadtkreis Swetlogorsk.

## Geographische Lage
Majak liegt an der nordwestlichen Spitze des Samlandes und ist 44 Kilometer von Kaliningrad (Königsberg) und 14 Kilometer von Swetlogorsk (Rauschen) entfernt. Eine Nebenstraße führt von Donskoje (Groß Dirschkeim) in nördlicher Richtung bis in den Ort.
Die nächste Bahnstation heißt Donskoje-Nowoje und liegt im Gebiet von Donskoje. Die noch im Zweiten Weltkrieg fertiggestellte Bahnstrecke von Warnicken (heute russisch: Lesnoje) an der Samlandbahn nach Fischhausen (Primorsk) ist nicht mehr in Betrieb.

## Ortsname
Die deutsche Namensgebung Brüsterort leitet sich ab von einer Bucht, die sich bis zur Spitze erstreckte und Brusten genannt wurde. Die russische Bezeichnung Majak heißt „Leuchtturm“ und nimmt Bezug auf das legendäre Blinkfeuer an der nordwestlichen Landspitze.

## Geschichte

Brüsterort, an der Bernsteinküste der Ostsee zwischen Kurischer Nehrung und Frischer Nehrung, auf einer Landkarte von 1910 (siehe linke Bildhälfte).

Das bis 1946 Brüsterort genannte kleine Dorf ließ Alexander von Humboldt ins Schwärmen geraten, als er 1809 nach einer sturmgepeitschten Nacht am Leuchtturm in Brüsterort den als das Größte und Schönste, was ich seit meiner Abreise aus Italien erlebt habe bezeichnete. Im Jahre 1874 wurde Brüsterort in den neu errichteten Amtsbezirk Groß Dirschkeim (heute russisch: Donskoje) eingegliedert, der bis 1939 zum Kreis Fischhausen, von 1939 bis 1945 zum Landkreis Samland im Regierungsbezirk Königsberg der preußischen Provinz Ostpreußen gehörte. Ende des 19. Jahrhunderts wurde Brüsterort bekannt durch einen Krantzit-Fund.
Am 2. Juli 1898 wurde aus dem Nachbargut Finken (heute russisch: Molodogwardeiskoje) und Brüsterort der Gutsbezirk Finken gebildet, der jedoch am 29. November 1928 mit Brüsterort nach Groß Dirschkeim eingemeindet wurde. Ab Mitte der 1930er Jahre war der Fliegerhorst Brüsterort in Betrieb.
Das nördliche Ostpreußen und mit ihm auch Brüsterort kam 1945 in Kriegsfolge zur Sowjetunion. Der Ort erhielt 1950 die russische Bezeichnung Majak und wurde gleichzeitig dem Dorfsowjet Jantarski selski Sowet im Rajon Primorsk zugeordnet. Später wurde der Ort von der Siedlung städtischen Typs Primorje aus verwaltet. Von 2007 bis 2018 gehörte Majak zur städtischen Gemeinde Gorodskoje posselenije Donskoje im Rajon Swetlogorsk und seither zum Stadtkreis Swetlogorsk.

## Kap Brüsterort/Mys Taran

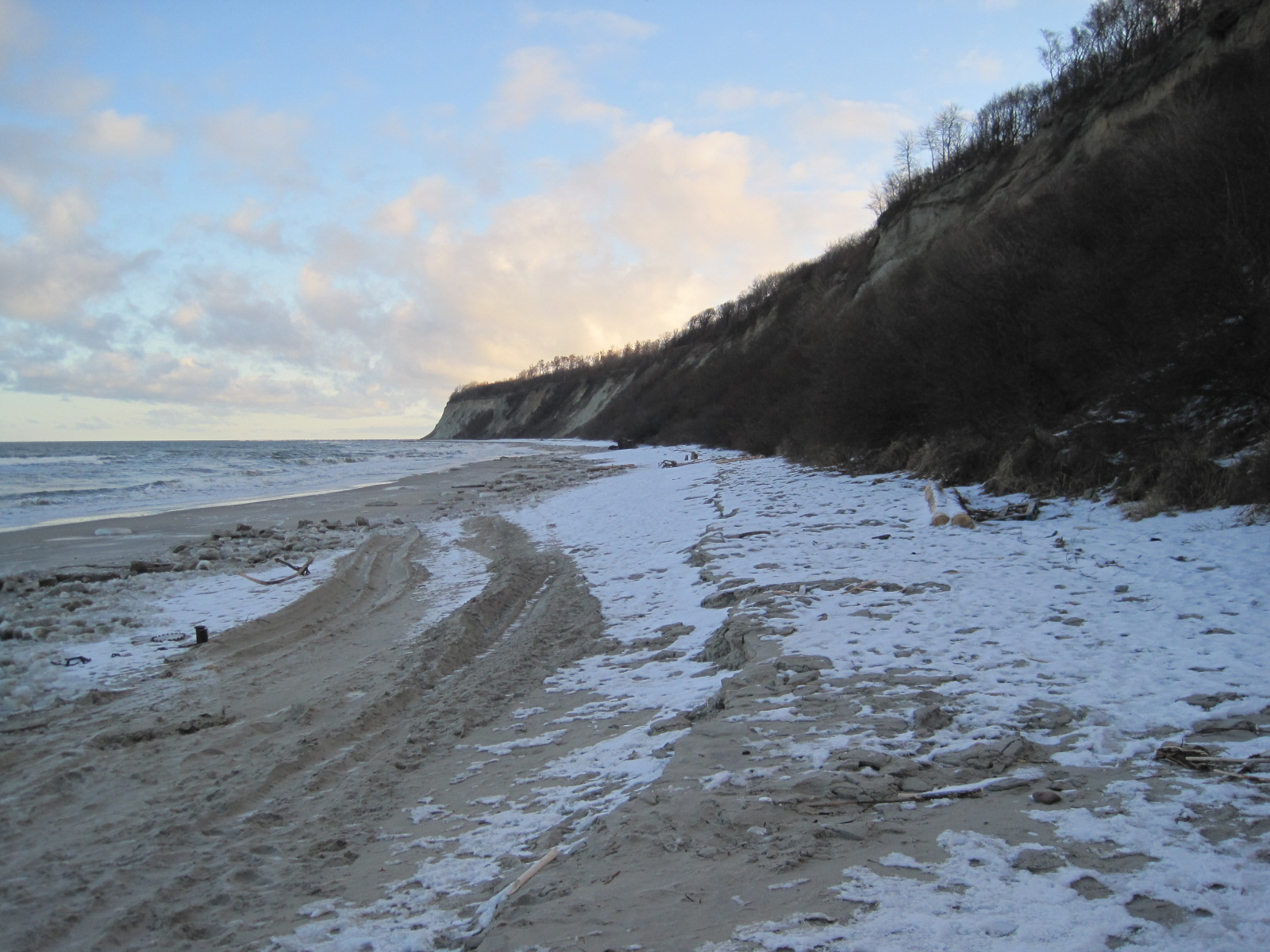
Ostseeküste bei Majak im Jahre 2011

Die nordwestliche Spitze der samländischen Halbinsel hieß vor 1946 Kap Brüsterort und wird heute auf Russisch Mys Taran (Мыс Таран, Taran = „Rammbock“) genannt. Hier sind die Stürme besonders rau und haben auf diese Weise den Charakter der Landschaft besonders geprägt. Ein Steinriff ragt hier unter der Wasseroberfläche vier Kilometer lang in die Ostsee hinein. Viele Schiffe sind an diesem Kap verunglückt. Wanderer können an der wildromantischen Kliffküste entlangwandern und das sturmzerzauste Kap erkunden. In südlicher Richtung (Stadt Jantarny (Palmnicken)) geht die steile Kante allmählich in sanfte Hänge über. In östlicher Richtung (Stadt Swetlogorsk (Rauschen)) befindet sich einer der schönsten Abschnitte der Bernsteinküste.
Ein großer Teil des Mys Taran ist heute militärisches Sperrgebiet, was eine Bewirtschaftung, Kultivierung und Pflege der Landschaft nahezu unmöglich macht.

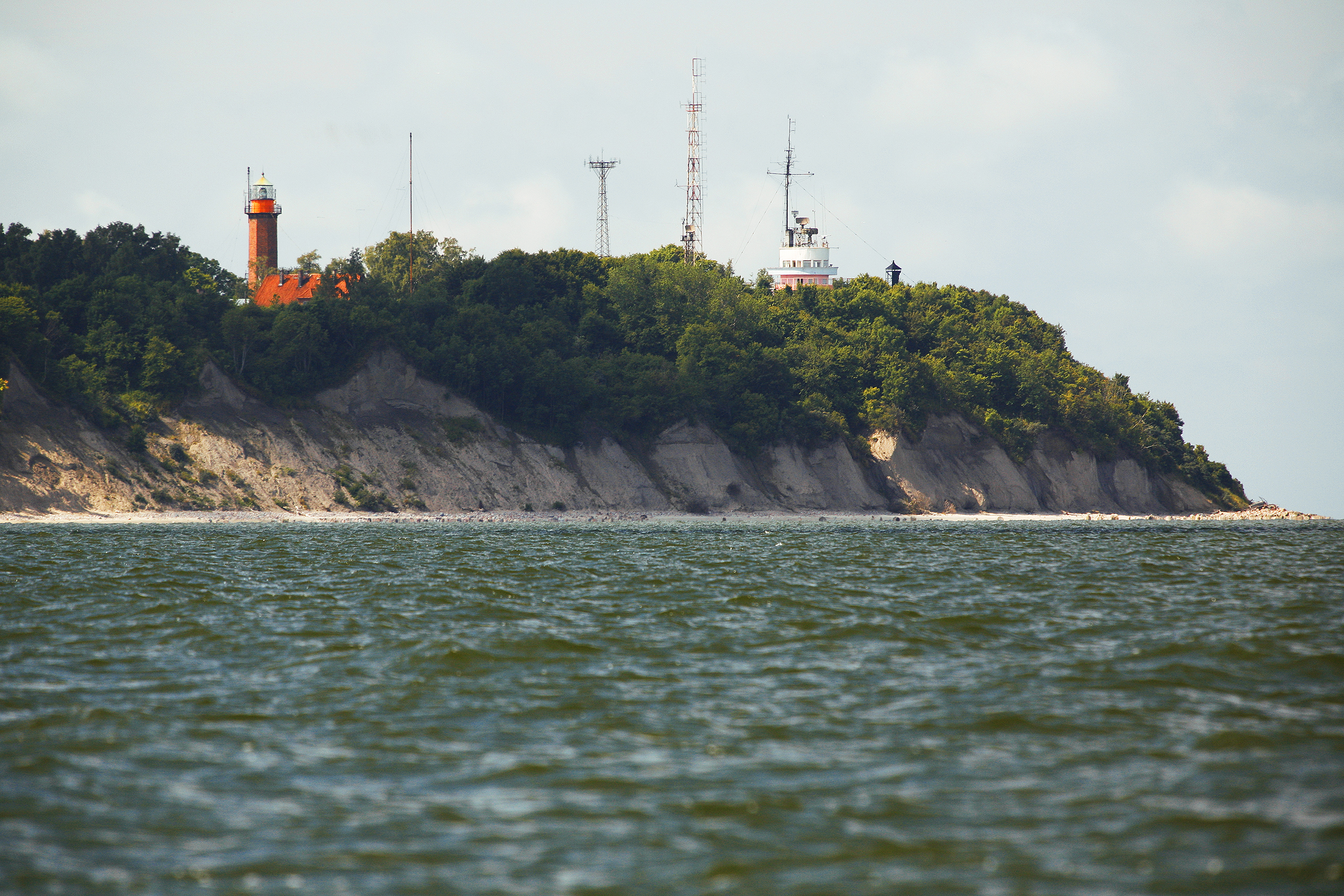
Leuchtturm von See aus, 2011

## Leuchtturm Brüsterort
Nach zahlreichen Schiffsunglücken wurde erst 1709 als Schutz vor dem Steinriff des Kap Brüsterort eine Warnleuchte angebracht. Bis dahin verließ man sich auf das Seezeichen des weithin sichtbaren Turms der Pfarrkirche in Sankt Lorenz (heute russisch: Salskoje), der etwa 20 Kilometer südöstlich und vier Kilometer im Landinnern stand. Ab 1804 gab es dann Feuerbaken und 1846 errichtete man endlich auf dem Kap einen 30 Meter hohen Leuchtturm mit einem Blinkfeuer, das 59 Meter über NN leuchtete und 21 Seemeilen weit sichtbar war.
Das Gebiet um den Leuchtturm ist heute wie in sowjetischer Zeit militärische Sperrzone.

## Kirche
Die fast ausnahmslos evangelische Bevölkerung Brüsterort war vor 1945 in das Kirchspiel der Pfarrkirche in Heiligenkreutz (heute russisch: Krasnotorowka) eingegliedert. Es gehörte zum Kirchenkreis Fischhausen in der Kirchenprovinz Ostpreußen der Kirche der Altpreußischen Union. Heute liegt Majak im Einzugsbereich der evangelisch-lutherischen Auferstehungskirche in Kaliningrad (Königsberg) in der Propstei Kaliningrad der Evangelisch-lutherischen Kirche Europäisches Russland. Eine russisch-orthodoxe Kirche steht im nahegelegenen Donskoje.